# Comuna Pîleava, Buceaci
Pîleava (în ucraineană Пилява) este o comună în raionul Buceaci, regiunea Ternopil, Ucraina, formată din satele Martînivka, Novostavți și Pîleava (reședința).

## Demografie
Componența lingvistică a comunei Pîleava
     Ucraineană (98,89%)
     Alte limbi (1,04%)
Conform recensământului din 2001, majoritatea populației comunei Pîleava era vorbitoare de ucraineană (98,89%), existând în minoritate și vorbitori de alte limbi.